# エムレ・モル
エムレ・モル（Emre Mor、1997年7月24日 - ）は、デンマーク出身のトルコ人サッカー選手。フェネルバフチェSK所属。ポジションはミッドフィールダー、フォワード（FW）。

## 経歴

### クラブ
2015年、FCノアシェランでトップチームデビューを果たすと、細かいスピードのドリブルが得意で「トルコのメッシ」と呼ばれていた。2016年6月7日、ドイツ・ブンデスリーガのボルシア・ドルトムントへ移籍することが正式発表された。契約は2021年6月30日までの5年間。背番号は9番に決まった。
2017年8月29日、RCセルタと53年契約を結んだ。
2019年8月2日、ガラタサライSKと買取オプション付のローン移籍に合意した。
2021年8月26日、ファティ・カラギュムリュクSKにレンタル移籍した。
2022年7月2日、フェネルバフチェSKに完全移籍した。　2024年1月31日に、ファティ・カラギュムリュクSKにレンタル移籍した。2024年9月13日、エユプスポルにレンタル移籍した。

### 代表
2016年、UEFA EURO 2016に挑むトルコ代表に選出され、同年5月29日に行われたモンテネグロ代表との国際親善試合でデビューを飾った。2017年3月27日のモルドバとの親善試合で代表初得点を挙げた。

## 個人成績
| 所属クラブ             | シーズン     | リーグ | リーグ | 国内大会 | 国内大会 | 国際大会 | 国際大会 | 合計 | 合計 |
| 所属クラブ             | シーズン     | 出場   | 得点   | 出場     | 得点     | 出場     | 得点     | 出場 | 得点 |
| ---------------------- | ------------ | ------ | ------ | -------- | -------- | -------- | -------- | ---- | ---- |
| FCノアシェラン         | 2015–16      | 13     | 2      | 0        | 0        | 0        | 0        | 13   | 2    |
| FCノアシェラン         | 通算         | 13     | 2      | 0        | 0        | 0        | 0        | 13   | 2    |
| ボルシア・ドルトムント | 2016–17      | 12     | 1      | 3        | 0        | 3        | 0        | 18   | 1    |
| キャリア通算           | キャリア通算 | 13     | 2      | 0        | 0        | 0        | 0        | 13   | 2    |

## 代表歴

### 出場大会
- サッカートルコ代表
  - 2016年 - UEFA EURO 2016（グループリーグ敗退）

### 試合数
- 国際Aマッチ 15試合 1得点 (2016年 - 2017年)

| トルコ代表 | 国際Aマッチ | 国際Aマッチ |
| 年         | 出場        | 得点        |
| ---------- | ----------- | ----------- |
| 2016       | 8           | 0           |
| 2017       | 7           | 1           |
| 通算       | 15          | 1           |

### ゴール
| #  | 開催年月日    | 開催地 | 対戦国   | スコア | 結果 | 試合概要    |
| -- | ------------- | ------ | -------- | ------ | ---- | ----------- |
| 1. | 2017年3月28日 | トルコ | モルドバ | 1–0    | 3–1  | 国際Aマッチ |

## タイトル

### クラブ
ボルシア・ドルトムント
- DFBポカール：1回 (2016-17)